# Gewöhnliche Rasenbinse
Die Gewöhnliche Rasenbinse (Trichophorum cespitosum subsp. cespitosum) ist eine Unterart der zur Familie der Sauergrasgewächse (Cyperaceae) gehörenden Rasenbinse (Trichophorum cespitosum). Sie ist eine kennzeichnende Pflanze nährstoffarmer Moore sowie von Moorwäldern. Charakteristisch ist die meist igelförmige Gestalt ihrer dichten starren Horste.

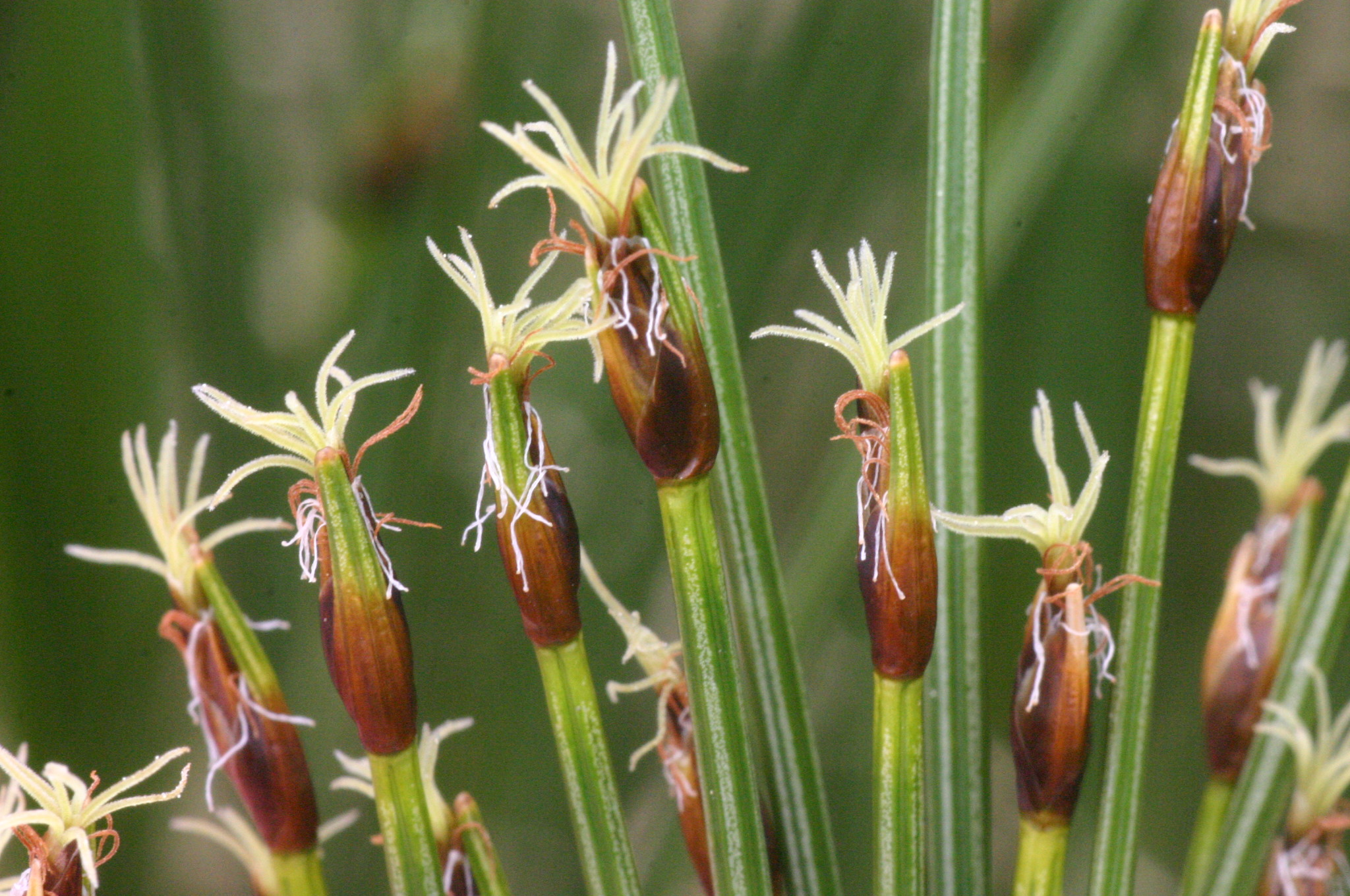
Blütenstände

## Beschreibung

### Vegetative Merkmale
Die Gewöhnliche Rasenbinse ist eine ausdauernde krautige Pflanze, die Wuchshöhen von 5 bis 50 Zentimeter erreicht.  Der Hemikryptophyt bildet kleine bis mittelgroße, dichte, starre  Horste, die ihrerseits dichte Rasen bilden können, es werden keine Ausläufer gebildet. Der Stängelgrund ist rundlich bis dreikantig-rundlich. Die grundständigen Scheiden sind lederbraun, glänzend. Die Stängel wachsen starr aufrecht oder schräg aufwärts, zur Fruchtzeit teilweise übergebogen. Sie sind im Querschnitt rund, glatt und grün bis dunkelgrün. Die Blattscheiden der unteren Blätter sind meist ohne Blattspreite. Die oberste Blattscheide ist schief abgeschnitten und gegenüber dem Ansatz der Blattspreite etwa 1 Millimeter tief ausgerandet. Die 1 Millimeter breite oberste Blattspreite ist etwa fünfmal so lang wie der Ausschnitt tief ist. Die Blatthäutchen (Ligulae) sind sehr kurz.

### Generative Merkmale
Die ein bis zwei Hüllblätter sind den Spelzen ähnlich und etwa so lang wie der Blütenstand. Dieser besteht aus einem einzigen, endständigen, aufrechten Ährchen. Die Ährchen sind verkehrt-eiförmig oder länglich bis keulenförmig, 5 bis 10 Millimeter lang und 3- bis 20-blütig. Die Einzelblüten tragen je drei Staubblätter (Antheren) und drei Narben (Gynoeceum). Die Hauptachse der Ährchen, die Ährchenspindel, ist nach dem Abfallen der Früchte etwa 2 Millimeter lang. Die Spelzen sind länglich-lanzettlich, spitz, 3 bis 4 Millimeter lang, gelb bis rotbraun, mit grünem Kiel und Hautrand. Die fünf bis sechs Blütenhüllborsten (Perigon) sind meist deutlich länger als die Frucht. Die Frucht ist eine Karyopse eine Sonderform der Nussfrucht. Diese ist zusammengedrückt dreikantig, an der Spitze verschmälert, 1,5 bis 2 Millimeter lang und grau- bis gelbbraun. 
Die Gewöhnliche Rasenbinse blüht von Mai bis Juli, selten später. Ihre Chromosomenzahl ist 2n = 104.

## Verwechslungsmöglichkeiten
Rasenbinsen sind generell in der äußeren Gestalt den Sumpfbinsen (Eleocharis) ähnlich. Sie besitzen jedoch im Gegensatz zu diesen eine deutliche, wenn auch kurze Blattspreite an der obersten Blattscheide.
Sehr ähnlich ist die Deutsche Rasenbinse (Trichophorum cespitosum subsp. germanicum). Ihre oberste Blattscheide ist gegenüber dem  Ansatz der Blattspreite nur etwa 2 Millimeter tief ausgerandet. Die oberste Blattspreite ist etwa zweimal so lang wie der Ausschnitt tief ist. Das endständige Ährchen ist zirka 5 bis 10 Millimeter lang; die Ährchenspindel sind nach dem Abfallen der Früchte 3 Millimeter lang oder länger.

## Verbreitung
Die Gewöhnliche Rasenbinse ist deutlich weiter verbreitet als die Deutsche Rasenbinse. Sie ist circumboreal verbreitet und kommt in Nord-, West- und Mitteleuropa, selten Südeuropa, Nordwestafrika, Asien, Neuguinea, Grönland, Nordamerika und Jamaika vor. In Europa kommt sie in den Ländern Spanien, Frankreich, Irland, Großbritannien, Island, Italien, Schweiz, Niederlande, Deutschland, Österreich, Dänemark, Norwegen, Schweden, Finnland, Russland, Polen, Baltikum, Tschechien, Slowakei, Ungarn, Slowenien, Kroatien, Bulgarien vor. In Serbien und Griechenland ist die Ursprünglichkeit zweifelhaft. In den Allgäuer Alpen steigt sie am Fellhorn-Gipfel in Bayern bis zu 2030 Metern Meereshöhe auf.
Ihr Gesamtareal wird mit 10 Millionen bis eineinhalb Milliarden km² angegeben. Ihr Arealanteil in Deutschland beträgt weniger als 10 %. Hier ist sie überwiegend im Alpenvorland und im Norddeutschen Tiefland beheimatet. Die Bundesrepublik stellt den äußeren Bereich ihres kontinuierlich besiedelten Areals dar (Arealrand).

## Ökologie
Die ökologischen Zeigerwerte nach Ellenberg lauten L 8 – T 4 – K 3 – F 9 – R 1 – N 1 – S 0.
Die Rasenbinse ist eine Lichtpflanze, das heißt, sie wächst in vollem Licht und erträgt nur bedingt eine Beschattung. Ihr ökologischer Schwerpunkt liegt auf durchnässten und luftarmen, stark sauren, sehr stickstoffarmen Böden. Sie ist nicht salzertragend.
Die ökologischen Zeigerwerte nach Landolt et al. 2010 sind in der Schweiz: Feuchtezahl F = 4+w+ (nass aber stark wechselnd), Lichtzahl L = 4 (hell), Reaktionszahl R = 1 (stark sauer), Temperaturzahl T = 2+ (unter-subalpin und ober-montan), Nährstoffzahl N = 1 (sehr nährstoffarm), Kontinentalitätszahl K = 3 (subozeanisch bis subkontinental).
Charakteristisch für die Gewöhnliche Rasenbinse – und viele andere Hochmoorpflanzen – ist ein effektiver interner Nährstoffkreislauf. Dabei werden die für den Aufbau der oberirdischen Pflanzenteile benötigten Nährstoffe schon während der Samenbildung in die Sprossbasis zurückverlagert. In der folgenden Vegetationsperiode kann dieser Vorrat ohne Verluste mobilisiert werden. Ferner verhindert eine intensive Durchwurzelung der oberen Bodenschichten sowie die sehr eng stehenden Triebe eine Ausschwemmung der aus abgestorbenen Pflanzenteilen stammenden Nährstoffe.

## Vergesellschaftung
Im pflanzensoziologischen System ist die Rasenbinse die Trennart der Assoziation Eriophoro-Trichophoretosum cespitosi innerhalb des Verbandes der Glockenheide-Moore (Ericion tetralicis). Kennzeichnende Arten dieser Gesellschaften sind Torfmoose wie Sphagnum magellanicum, Sphagnum compactum, Armblütige Segge (Carex pauciflora), Gewöhnliche Moosbeere (Vaccinium oxycoccos), Scheiden-Wollgras (Eriophorum vaginatum) und Rosmarinheide (Andromeda polifolia). Ferner hat sie Hauptvorkommen  in den hochmontanen Kleinseggenrieden der Verbände Caricion fuscae (Braunseggensümpfe), Caricetum davallianae (Kalkflachmoore und -sümpfe) und im Primulo-Schoenetum ferruginei (Mehlprimel-Kopfbinsenmoor).

## Gefährdung und Schutz
Die Gewöhnliche Rasenbinse ist welt- und europaweit ungefährdet und genießt keinen gesonderten gesetzlichen Schutz. In Deutschland ist sie jedoch als gefährdet eingestuft (Gefährdungskategorie 3). In Hamburg ist sie vom Aussterben bedroht. In Nordrhein-Westfalen und Mecklenburg-Vorpommern ist sie ausgestorben. In Deutschland sind die Bestände durch die Kultivierung, Entwässerung und Aufforstung von Moorstandorten stark dezimiert und weiterhin deutlich im Rückgang.